# Gebre Meskel – Lalibela
Gebre Meskel Lalibela (ili jednostavno Lalibela, što znači pčela) bio je etiopski kralj (neguš) iz dinastije Zagaj od  (1189. do 1229.). Za Etiopsku pravoslavnu tevahedo crkvu Lalibela je svetac, poznat je kao graditelj crkava iz jednog kamenog bloka u Lalibeli.

## Životopis
Povjesničar Taddesse Tamrat drži da je bio sin zagajskog neguša Jan Sejuma i brat neguša Kedus Harbea. Po predanju on je vladao punih 40 godina.
Lalibela rođen je u Adefi ili u Rohi (koja je kasnije prezvana Lalibela po njemu) u regiji Amhara. Nadimak Lalibela dobio je zato što je njegova majka pronašla roj pčela oko njegova krevetića, nju je to podsjetilo na staro vjerovanje da životinje mogu ukazati na budućnost. Navodno je rekla: Pčele znaju da će to dijete će postati kralj. Lalibela znači pčela.
Tradicija navodi kako je on otišao u izgnanstvo zbog otvorene netpeljivosti svog strica kralja Tatadima i brata, koji je također kasnije postao kralj Kedus Harbea, oni su ga čak pokušali otrovati. Međutim kako je Lalibela došao na vlast, dok mu je brat još bio živ, vjerojatno se to dogodilo bez sile oružja i sukoba.
Po etiopskim legendama Lalibela je nakon trovanja pao u bunilo, za trodnevna sna između smrti i života, bio je u rukama anđela, koji su ga uzdigli na prvo, drugo i treće nebo. U tom bunilu on je vidio i Jeruzalem, a i sam Bog mu je rekao da u Rohi izgradi Novi Jeuzalem. Kad je došao na vlast doista je pokrenuo izgradnju Lalibele koja je bila glavni grad Etiopije od kraja 12. stoljeća sve do kraja 13. stoljeća
O njegovoj ženi Maskal Kibra se malo toga zna. Ostalo je zabilježeno da je njegov dvor posjetilo visoko izaslanstvo koptske crkve patrijarha iz Aleksandrije 1210. godine.  Crkva Bet Abba Libanos u Lalibeli izgrađena je u njegovu počast nakon njegove smrti.

## Vanjske poveznice
- Vie de Lalibala, roi d'éthiopie (fr.)

| Prethodnik: | Neguš (1189. – 1229.) | Nasljednik:     |
| Kedus Harbe | Neguš (1189. – 1229.) | Na'akueto La'ab |